# Diócesis de Inhambane
La diócesis de Inhambane (en latín: Dioecesis Inhambaniana y en portugués: Diocese de Inhambane) es una circunscripción eclesiástica latina de la Iglesia católica en Mozambique, sufragánea de la arquidiócesis de Maputo. La diócesis tiene al obispo Ernesto Maguengue como su ordinario desde el 4 de abril de 2022.

## Territorio y organización
La diócesis tiene 68 476 km² y extiende su jurisdicción sobre los fieles católicos de rito latino residentes en la provincia de Inhambane. 
La sede de la diócesis se encuentra en la ciudad de Inhambane, en donde se halla la Catedral de Nuestra Señora de la Inmaculada Concepción.
En 2019 en la diócesis existían 22 parroquias.

## Historia
La diócesis fue erigida el 3 de agosto de 1962 mediante la bula Supremi muneris del papa Juan XXIII, obteniendo el territorio (el entonces distrito de Inhambane de la provincia de Mozambique) de la arquidiócesis de Lourenço Marques (hoy arquidiócesis de Maputo).
El 25 de junio de 1975 Mozambique obtuvo la independencia de Portugal y a partir de 1978 el distrito de Inhambane pasó a ser la provincia de Inhambane.

## Estadísticas
De acuerdo al Anuario Pontificio 2020 la diócesis tenía a fines de 2019 un total de 333 435 fieles bautizados.
| Año                                                                             | Población            | Población | Población      | Sacerdotes | Sacerdotes    | Sacerdotes    | Bautizados por sacerdote | Diáconos permanentes | Religiosos | Religiosos | Parroquias |
| Año                                                                             | Bautizados católicos | Total     | % de católicos | Total      | Clero secular | Clero regular | Bautizados por sacerdote | Diáconos permanentes | Varones    | Mujeres    | Parroquias |
| ------------------------------------------------------------------------------- | -------------------- | --------- | -------------- | ---------- | ------------- | ------------- | ------------------------ | -------------------- | ---------- | ---------- | ---------- |
| 1970                                                                            | 166 874              | 760 033   | 22.0           | 43         | 3             | 40            | 3880                     |                      | 57         | 57         | 3          |
| 1980                                                                            | 191 000              | 858 000   | 22.3           | 18         |               | 18            | 10 611                   |                      | 24         | 35         | 21         |
| 1990                                                                            | 187 914              | 1 281 000 | 14.7           | 15         |               | 15            | 12 527                   |                      | 16         | 27         | 21         |
| 1999                                                                            | 230 875              | 1 111 439 | 20.8           | 22         | 4             | 18            | 10 494                   |                      | 28         | 50         | 21         |
| 2000                                                                            | 234 161              | 1 168 369 | 20.0           | 32         | 7             | 25            | 7317                     |                      | 29         | 52         | 21         |
| 2001                                                                            | 238 956              | 1 123 079 | 21.3           | 30         | 8             | 22            | 7965                     |                      | 26         | 68         | 21         |
| 2002                                                                            | 245 700              | 1 291 010 | 19.0           | 36         | 8             | 28            | 6825                     |                      | 37         | 74         | 21         |
| 2003                                                                            | 267 308              | 1 391 010 | 19.2           | 36         | 8             | 28            | 7425                     |                      | 31         | 74         | 21         |
| 2004                                                                            | 260 741              | 1 391 010 | 18.7           | 37         | 9             | 28            | 7047                     |                      | 31         | 74         | 22         |
| 2006                                                                            | 263 717              | 1 316 783 | 20.0           | 33         | 5             | 28            | 7991                     |                      | 31         | 79         | 22         |
| 2013                                                                            | 283 975              | 1 550 000 | 18.3           | 53         | 6             | 47            | 5358                     |                      | 54         | 93         | 22         |
| 2016                                                                            | 308 000              | 1 671 570 | 18.4           | 49         | 7             | 42            | 6285                     |                      | 45         | 84         | 22         |
| 2019                                                                            | 333 435              | 1 809 630 | 18.4           | 43         | 7             | 36            | 7754                     |                      | 40         | 68         | 22         |
| Fuente: Catholic-Hierarchy, que a su vez toma los datos del Anuario Pontificio. |                      |           |                |            |               |               |                          |                      |            |            |            |

## Episcopologio
- Ernesto Gonçalves Costa, O.F.M. † (27 de octubre de 1962-23 de diciembre de 1974 nombrado obispo de Beira)
- Alberto Setele † (20 de noviembre de 1975-7 de septiembre de 2006 falleció)
- Adriano Langa, O.F.M. (7 de septiembre de 2006 por sucesión-4 de abril de 2022 retirado)
- Ernesto Maguengue, desde el 4 de abril de 2022